# Piscicida

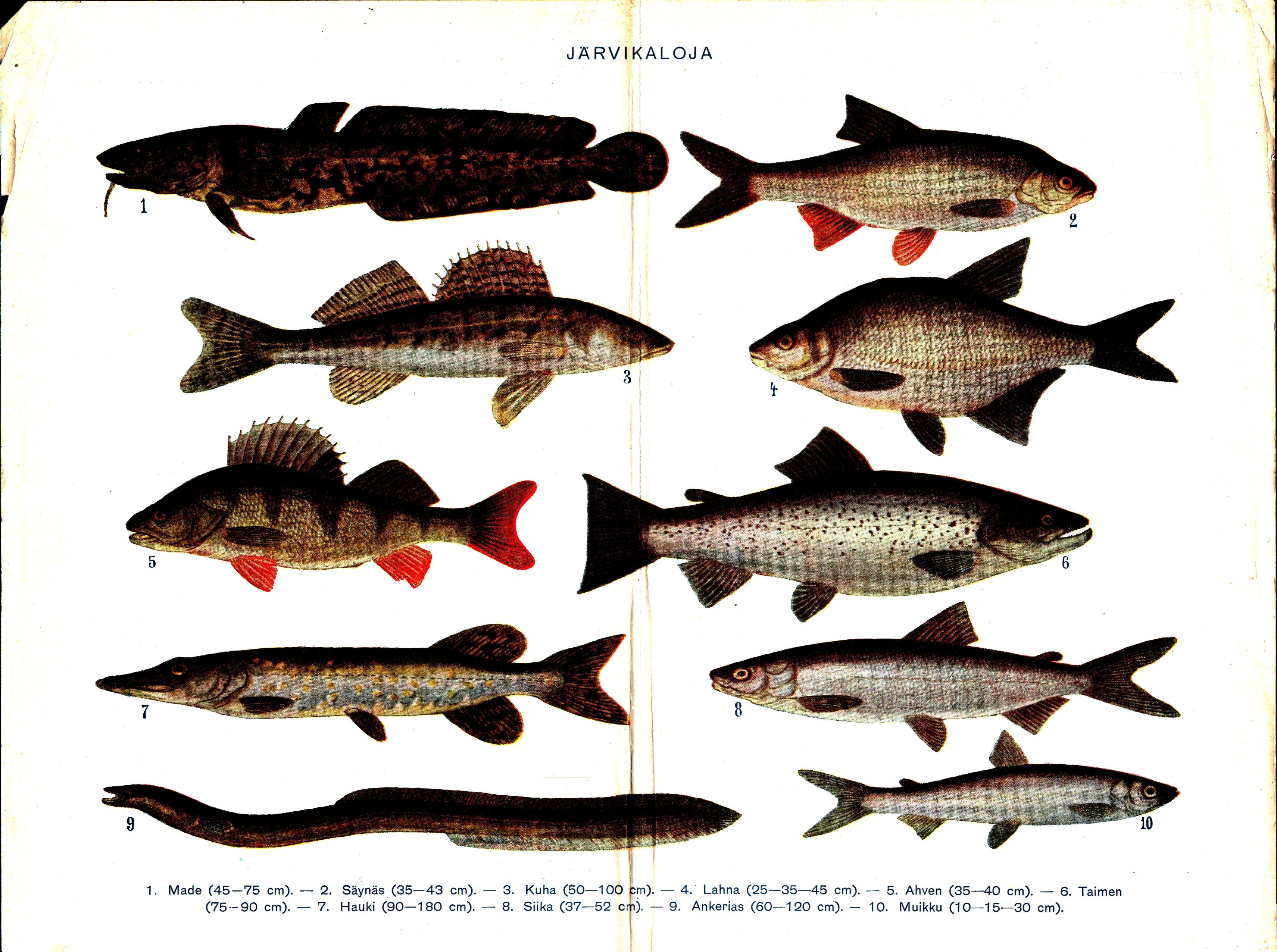
Peces de agua dulce.

Un piscicida es una sustancia química venenosa para peces. El uso principal de los piscicidas es eliminar una especie dominante de peces en una masa de agua, como primer paso para intentar poblar dicha masa con un pez diferente. También se utilizan para combatir especies de peces parásitas e invasoras.
Los ejemplos de piscicidas incluyen rotenona, saponinas, TFM, niclosamida y antimicina A (Fintrol).

## Piscicidas a base de plantas
Históricamente, las técnicas de pesca de pueblos indígenas de todo el mundo han incluido con frecuencia el uso de piscicidas a base de plantas. Muchas de estas plantas son fuentes naturales de rotenona y saponinas.
Los géneros Tephrosia, Wikstroemia y Barringtonia son bien conocidos como venenos para peces.